# Mechthild Hellermann
Mechthild Hellermann (* 6. November 1947 in Lingen (Ems)) gründete 1987 das Schwelmer Modell, eine  ambulante Therapieform zur Behandlung von Neurodermitis und anderen Allergien. 
Bedingt durch eine schwere Neurodermitis ihrer Tochter gründete die Pädagogin Mechthild Hellermann zunächst eine Selbsthilfegruppe, aus der ein neuer Therapieansatz entstand. Sie ist Autorin von Ratgebern zum Thema Neurodermitis und von Fachbeiträgen.
Mechthild Hellermann war von 2004 bis 2006 Mitglied des Aktionsbündnisses Allergieprävention (ABAP) des Bundesgesundheitsministerium.

## Werke
- Neurodermitis und Allergien: das Familienkochbuch. TRIAS, Stuttgart 2005, ISBN 3-8304-3218-6.
- mit Karin Hofele: Richtig einkaufen bei Neurodermitis. TRIAS, Stuttgart 2005, ISBN 3-8304-3158-9.
- Neurodermitis bei Kindern. TRIAS, Stuttgart 2004, ISBN 3-8304-3148-1.

## Fachbeiträge
- K. Bosse, A. Hellermann, M. Hellermann, St. Kauffeldt, K. Morawietz: Methodische Aspekte zum Lehren und Lernen in der Patientenschulung am Beispiel der Neurodermitis. In: Prävention und Rehabilitation. 1/2002, S. 1–9.
- T. Schäfer, U. Schlenther, H.-J. Lehr, F. Hortolani, R. Wiesner, M. Hellermann, U. Gieler: Therapiekonzept Schwelmer Modell. Ergebnisse einer Verlaufsbeobachtung über 9 Jahre. In: Allergologie. 3/2003, S. 87–94.